# Renato Zero - N. 3 - Primo Piano
Renato Zero - N. 3 - Primo piano è una raccolta del cantante Renato Zero pubblicata dalla BMG nel 2000.

## Tracce
1. Salvami! – 4:29
2. Vivo – 3:55
3. Grattacieli di sale – 3:24
4. Arrendermi mai – 4:27
5. Il cielo – 4:15
6. Vamos – 3:20
7. Sesso o esse – 4:22
8. Manichini – 3:22

Durata totale: 31:34